# Batuley jezik
Batuley jezik (ISO 639-3: bay), centralni malajsko-polinezijski jezik podskupine aru, kojim govori 3 840 osoba (1995 SIL) u Južnim Molucima na otočićima u otočju Aru pred istočnom obalom otoka Wokam, Indonezija. Govori se u sedam sela.
Srodni su mu kompane [kvp] i lola [lcd].

## Vanjske poveznice
- Ethnologue (14th)
- Ethnologue (15th)